# Maria Friedman
Maria Friedman (ur. 19 marca 1960) – angielska aktorka i reżyserka znana z pracy w teatrze muzycznym. Była siedmiokrotnie nominowana do nagrody Laurence Oliviera, trzy razy została jej laureatką.

## Wczesne lata
Maria Friedman urodziła się w Szwajcarii jako córka Claire Llewelyn Friedman (z domu Sims), pianistki i Leonarda Friedmana, skrzypka Royal Philharmonic Orchestra. Ma brata Richarda, dwie siostry (Sarah i Sonię). Jej ojciec pochodzi z rosyjskiej rodziny imigrantów żydowskich, a jej matka jest Angielką.  Rozpoczęła edukację w Niemczech gdzie jej ojciec otrzymał pracę, w wieku pięciu lat wyjechała z matką do Anglii po rozwodzie rodziców. W latach siedemdziesiątych uczyła się gry na skrzypcach. Porzuciła szkołę w wieku 14 lat. Pracowała jako opiekunka do dzieci, w pubie, w delikatesach, przedszkolanka, recepcjonistka mieszkając z tancerzem Rolandem Brinem.

## Kariera

### Aktorstwo
W wieku 18 lat została wokalistką w chórkach, wyjechała na trzymiesięczne tournee po europejskich kasynach (angaż oznaczał jednocześnie przyjęcie jej do związku artystów scenicznych).   W 1980 roku otrzymała wraz z partnerem angaż do chórków w musicalu Oklahoma!.  Grała role w Rock Star w Civic Theatre w Chesterfield (1981), A Funny Thing Happened on the Way to the Forum Sondheima w Old Vic Theatre w Bristolu (1982), Blondel Tima Rice'a (1983-1984), Dorotkę w musicalu  Czarnoksiężnik z Oz (1985), Small Expectations, Girlfriends, Young England w 1986. Kolejne dzieła to: Spin of the Wheel, Blues in the Night (1987), The Musical Comedy Murders of 1940 (1988), Butterflies are Free, Ghetto (1989) w którym została zauważona przez Stephena Sondheima. Dzięki wsparciu kompozytora uzyskała rolę w jego musicalach  Sunday in a Park with George (1990), Merrily we Roll Along (1992).
Pierwszą nagrodę Oliviera otrzymała w 1995 za kabaret jednego aktora, Maria Friedman By Special Arrangement, kolejną w 1997 roku, grając rolę w Pasji Stephena Sondheima w Queen's Theatre jako Fosca. Występowała jako Roxie w Chicago w Adelphi Theatre od 1998 roku. W telewizyjnej ekranizacji  Józef i cudowny płaszcz snów w technikolorze Lloyda Webbera z 1999 roku  zagrała rolę  narratora. Za rolę Matki w produkcji Ragtime w Piccadilly Theatre zdobyła kolejną nagrodę Oliviera. W 2004 roku była pierwsza wykonawczynią roli Marian Halcombe w musicalu Andrew Lloyda Webbera The Woman in White powtarzając ją na Broadwayu w 2005 roku. Przed premierą przeszła operację onkologiczną, potem była często nieobecna z powodu radioterapii, co przyczyniło się do szybkiego zejścia sztuki z afisza  w 2006 po zaledwie 109 występach.
Maria uczestniczyła w 1998 w koncercie Hey, Mr. Producer! z okazji jubileuszu producenta Camerona Mackintosha, w którym wystąpiła w 3 utworach („You Could Drive a Person Crazy”, „Broadway Baby” i „How Many Tears?) Wzięła udział w podobnym przedstawieniu Sondheim Tonight w londyńskim Barbican Centre, śpiewając „Losing My Mind” (z Follies) i „More” (z filmu Dick Tracy).
W 2014 roku Friedman dołączyła do obsady EastEnders jako Elaine Peacock. rolę grała do września 2015 r.

### Reżyseria
Friedman również wyreżyserowała kilka musicali. W 2012 r. wyreżyserowała wznowienie Merrily We Roll Along Sondheima,  w Harold Pinter Theatre grana od kwietnia do lipca 2013 r. We wrześniu 2017 roku reżyserowała również wystawienie tego dzieła w Huntington Theatre Company w Bostonie. W 2015 roku wyreżyserowała wznowienie High Society Cole Portera w The Old Vic Theatre. W 2017 roku wyreżyserowała kolejne wznowienie, sztukę Stepping Out Richarda Harrisa w West End Vaudeville Theatre.

## Życie osobiste
Od 1984 roku była żoną wieloletniego partnera Rolanda Brine'a. Friedman ma dwóch synów: Toby'ego Samsa-Friedmana (ur. 1994) z aktorem Jeremy Samsem i Alfie Friedman (ur. 2002) z operatorem Olegiem Poupko.
W 2005 roku zdiagnozowano u niej raka piersi w pierwszym stopniu zaawansowania, rozpoczęła radioterapię raka w grudniu 2005 r., która skończyła się remisją.

## Produkcje sceniczne[14]
- Oklahoma! 1980/81
- Minnie's Boys 1981
- Rock Star 1981/82
- A Funny Thing Happened on the Way to the Forum 1982
- Jack and the Beanstalk 1982/83
- Blondel 1983/84
- Canary Blunt 1985
- Cavalcade 1985
- The Wizard of Oz 1985/86
- Small Expectations 1986
- Girlfriends 1986
- Blues in the Night 1987/88
- The Musical Comedy Murders of 1940 1988
- Butterflies are Free 1988/89
- Ghetto 1989
- Sunday in the Park with George 1990
- The Day You'll Love Me 1990
- Merrily We Roll Along 1992
- Square Rounds 1992/93
- April in Paris 1994
- Maria Friedman by Special Arrangement 1994
- Maria Friedman by Extra Special Arrangement 1995
- The Break of Dav 1995/96
- Passion 1996
- Lady in the Dark 1997
- Chicago 1998/2000
- The Witches of Eastwick 2000/01
- Maria Friedman (Live) 2002
- Ragtime: 2003
- The Woman in White
  - Londyn 2004/05
  - Nowy Jork 2005/06

## Nagrody Oliviera
| Rok  | Kategoria                    | Praca                        | Wynik     |
| ---- | ---------------------------- | ---------------------------- | --------- |
| 1991 | Najlepsza aktorka w musicalu | Sunday in a Park with George | nominacja |
| 1995 | Najlepsza rozrywka           | By special arrangement       | wygrana   |
| 1997 | Najlepsza aktorka w musicalu | Pasja                        | wygrana   |
| 1998 | Najlepsza aktorka w musicalu | Lady in the Dark             | nominacja |
| 1999 | Najlepsza aktorka w musicalu | Chicago                      | nominacja |
| 2004 | Najlepsza aktorka w musicalu | Ragtime                      | wygrana   |
| 2005 | Najlepsza aktorka w musicalu | The Woman in White           | nominacja |

## Nagrania[15]

### W obsadzie
- Oklahoma!: Revival London Cast (1980)
- Blondel: Original London Cast (1983)
- Body Work: Original Cast (1987)
- Blues in the Night: Original London Cast (1987)
- The Student Prince: Studio Cast (1989)
- A Little Night Music: London Studio Cast (1990)
- Off the Wall: Studio Concept Recording (1991)
- Cabaret: London Studio Cast (1993)
- Merrily We Roll Along: Leicester Cast (1993)
- Lady in the Dark: Original London Cast (1997)
- Passion: Original London Cast Members (1997)
- Sondheim Tonight: London Concert Cast (1998)
- Joseph... Technicolor Dreamcoat: London Video Cast (1999)
- The Witches of Eastwick: Original London Cast (2000)
- Hey Mr Producer: London Concert Cast (1998)
- Anyone Can Whistle: Studio Cast (niewydany)
- Maria Live: Solo album (2004)
- Listen Up!: Jason Carr album (2004)

### Solo
- Now and Then (1995)[16]
- Maria Friedman (Broadway Baby): (2000)